# Cyrtodactylus huongsonensis
Espèce
Cyrtodactylus huongsonensis est une espèce de geckos de la famille des Gekkonidae.

## Répartition
Cette espèce est endémique du district de My Duc à Hanoï au Viêt Nam.

## Étymologie
Son nom d'espèce, composé de huongson et du suffixe latin -ensis, « qui vit dans, qui habite », lui a été donné en référence au lieu de sa découverte : la forêt de Huong Son.

## Publication originale
- Luu, Nguyen, Do & Ziegler, 2011 : A new Cyrtodactylus (Squamata: Gekkonidae) from Huong Son limestone forest, Hanoi, northern Vietnam. Zootaxa, n. 3129, p. 39–50.